# Jugansbo, Östervåla
Jugansbo är en by i Östervåla socken, Heby kommun.
Jugansbo omtalas i dokument första gången 1541 ("Jogansboda"). 1541–1548 redovisas Jugansbo som ett mantal skatte om 4 öresland, från 1549 redovisas byn som 5 öresland med skatteutjordar i Buckarby, 1544–1548 skatteutjord i Jugansbo och skatteutjord i Lagbo 1541–1548. 1549–1551 innehade byn en konungsallmänning i "Vesteralmenning" i Nora socken. Jugansbo utgjordes även först av en skatteutjord om 1 öresland som 1541–1548 tillhörde Gästbo, 1543 Staffansbo och från 1544 tillhörde Jugansbo och från 1549 ingick i hemmanet där. Förleden utgör en genitivform av mansnamnet Johan.
Byn hade sina fäbodar vid Jugansbovallen på sockenallmänningen, under 1800-talet anges Kanikebo ha del i fäbodvallen.
Bland bebyggelser på ägorna märks Enviken, bebyggt på 1890-talet och avsöndrat från Jugansbo 1903.